# Юрлинское восстание
Юрлинское восстание (19 — 22 января 1919 года) — восстание, вспыхнувшее в селе Юрла и охватившее несколько соседних волостей против большевистской власти, установившейся на территориях Юрлинского района. В литературе советского периода получило название «контрреволюционное восстание кулаков и белобандитов».

## Предпосылки восстания
Весной 1918 года в Юрлинской, Юмской и Усть-Зулинской волостях без кровопролития установили Советскую власть. Волостная земская управа и дружины были распущены. Однако проводимая большевиками продразверстка вызвала резко негативное отношение к новой власти не только у богатых и зажиточных людей, но и у середняков и бедняков. Из воспоминаний можно узнать и о том, что среди восставших были не только крестьяне, но и служащие и даже советские военные руководители в селах.
Дело в том, что в конце декабря 1918 г. под угрозой захвата белыми оказались Соликамский и Чердынский уезды. Со стороны Верхотурского тракта колчаковские войска приближались к г. Соликамску. Поэтому 21 декабря началась эвакуация из города советских учреждений, ценностей, документов, коммунистов и красногвардейцев, а также членов их семей. Эвакуационные обозы шли через села Касиб, Березовку, Уролку, Кочево, Юрлу и далее по Юрлинскому тракту на Вятку
Крестьяне в Юрлинском районе видели, что прежние их обидчики уходят и скорее всего не вернутся. Бегут, увозят хлеб, мясо, имущество, лошадей, а главное уводят, мобилизовав, их детей. Видя это, мужики решились отобрать обозы с имуществом и задержать советских «бандитов».
Впервые восстали старообрядцы в деревне Подкина (август 1918 г.). Организатором восстания был староверческий поп Подкин со своим сыном и офицерами царской армии. Восстание было подавлено, многие дома сожжены, организаторы восстания скрылись.

## Восстание в Юрле
Восстание началось в ночь с 18 на 19 января 1919 года. Поводом послужил праздник Крещения Господня, во время которого в село Юрла съехалось много крестьян из окрестных сел и деревень. Чаще всего в числе руководства восстания в воспоминаниях встречаются следующие фамилии: бывший офицер Верещагин Е. И.- учитель в с. Юрла, Чеклецов Б. С.- волостной комиссар с. Юрла, Конин И. А. — волостной военком, уроженец с. Юрлы, Мусихин Е. — учитель с. Юрлы.
Некоторые местные красногвардейские отряды в дни восстания переметнулись на сторону мятежников и даже содействовали гибели своих командиров.
В селе Юрла, кроме местного красноармейского отряда, располагался Закамский штаб связи и охраны под командованием В. И. Дубровского, разместившийся в каменном двухэтажном здании четырёхклассного училища. Многие сторонники Советской власти были сразу расстреляны или заключены под стражу. Наиболее драматичные события связаны со зданием штаба, на втором этаже которого успела укрыться какая-то часть красноармейцев: им пришлось трое суток выдерживать осаду и отбивать атаки повстанцев, пока не подошло подкрепление.

## Восстание в селе Усть-Зула
19 января 1919 года в с. У-Зула под руководством Женина Д. И., уроженеца с. Усть-Зула, бывшего офицера царской армии, бедняка, сочувствующего партии большевиков, было организовано восстание против Советской власти. Ко дню восстания была пущена провокация, что с востока и севера идут белые лыжники колчаковских войск. Большинство красноармейских отрядов вышли из с. Усть-Зулы и были отправлены в деревни Сергеево, Булдыри и Федотово. В д. Сергеево стоял отряд Соловьева. Узнав о восстании в Юрле, Соловьев поспешил на помощь. Рота Соловьева взяла направление не по тракту в Юрлу, а в обход на Юм через д. Усть-Мельничная. Этим самым открыла путь для повстанцев от Юрлы на Зулу. Женин Д. И. воспользовавшись ситуацией захватил власть в Усть-Зуле.
21 января к Усть-Зуле из Соликамска двигался отряд красноармейцев под руководством Моисеева (помощник убитого Бабинова). Не доходя 400—500 метров до Усть-Зулы, повстанцы открыли огонь. Красноармейцы пошли в атаку и в результате 4 часового боя, Зула была взята. Результат боя — 2 убитых красноармейца 9 без вести пропавших, со стороны повстанцев данных по убитым нет.

## Наступление на Юрлу
20 января из с. Кочево под руководством Боченкова Ф. Г., сотрудника Чердынского военного комиссариата выступил отряд Трукшина А. П. и продвигался, подавляя очаги сопротивления, через деревни Ванино, Чужью к с. Юм. Утром 21 января отряд подошел к с. Юм и с боем в течение часа оно было взято. Повстанцы на подводах бежали в Юрлу увозя своих раненых и арестованных.
Тем временем к отряду Трукшина присоединился отряд Соловьева, выступивший из д. Сергеева. Вскоре из Усть-Зулы подошел отряд Моисеева из 23-го Вехне-Камского полка красных в количестве 110 человек. Вечером подошел отряд Назукина из 22-го Кизеловского полка в количестве 180 человек. Объединений отряд в 350 штыков под командованием Боченкова Ф. Г. начал наступление на Юрлу с нескольких сторон. Отряд Моисеева должен был взять с. Юрла в обход, а отряды Соловьева и Трушкина наступали со стороны с. Юм.
Днем 22 января 1919 г. объединенный отряд Соловьева и Трушкина освободил село Юрла. Из воспоминаний Боченкова Ф. Г.: «В последнюю деревню вблизи перед Юрлой (название не помню) пришли вечером, стемнело. Утром с рассвета пошли в наступление на Юрлу. При открытии нами пулеметно-ружейного огня улицы стали пустеть и первым в атаку было пущено конное подразделение, а следом за ним весь отряд. Не успевшие разбежаться с улиц были перебиты, а большинство разбежалось по домам. Арестованных около 200 человек были освобождены, а также здание каменной школы».

## Армия Колчака
Буквально через несколько дней после восстания, селения Усть-Зулинской волости занял 18-й Сибирский Тобольский стрелковый полк Колчаковской армии Гайды.
```
Во время подавления мятежа в Юрле сосредоточились отряды, партгруппы, большое количество коммунистов и беспартийных добровольцев. На основе их 24 января 1919 г. было принято решение сформировать 23
й
 Верхнекамский полк. А через несколько дней, в связи с изменением линии фронта, села Юм и Юрлу полк оставил без боя.
```

С приходом колчаковцев в конце января 1919 года и до начала июня 1919 года на большей части территории Юрлинского края были восстановлены прежние институты власти. Колчаковцы учинили жестокую расправу над коммунистами, советскими активистами, членами их семей.